# Anastasija Kolesnikowa
Anastasija Nikołajewna Kolesnikowa (ros. Анастасия Николаевна Колесникова; ur. 3 czerwca 1984 w Kazaniu) – rosyjska gimnastyczka, medalistka olimpijska.
W 2000 wystąpiła na letnich igrzyskach olimpijskich w Sydney, zdobywając srebrny medal w wieloboju drużynowym (wspólnie ze Swietłana Chorkiną, Anną Czepielewą, Jekatieriną Łobazniuk, Jeleną Produnową oraz Jeleną Zamołodczikową). Startowała również w eliminacjach w konkurencjach równoważni oraz poręczy asymetrycznych. W 2001, w wyniku problemów zdrowotnych, zakończyła karierę sportową.
Ojciec Anastasii Kolesnikowej, Nikołaj, był sztangistą, złotym medalistą olimpijskim (Montreal 1976) oraz wielokrotnym mistrzem świata i Europy w podnoszeniu ciężarów. 